# Мексиканська кампанія Скотта
Мексиканська кампанія Скотта, або похід Скотта на Мехіко (англ. Scott's Mexico City campaign), -  військова кампанія під керівництвом американського генерала Вінфілда Скотта в 1847 році під час американо-мексиканської війни. Маючи намір примусити мексиканський уряд до миру, Скотт висадився близько Веракрусу, захопив це місто і почав наступ на столицю Мексики, слідуючи по шляху походу Ернана Кортеса (1519). Розбивши мексиканську армію при Серро-Гордо і Чурубуско, Скотт підступив до Мехіко і в ході декількох боїв опанував містом. Падіння Мехіко і кілька наступних боїв змусили мексиканський уряд піти на переговори і укласти договір Гуадалупе-Ідальго. Військові історики вважають кампанію Скотта важливим етапом у розвитку американського військового справи і шедевром військового мистецтва свого часу : маючи всього 10 тисяч чоловік і будучи майже без резервів, він розбив вдвічі перевершують його сили і за шість місяців закінчив кампанію.

## Передумови війни
До Американо-мексиканської війни землі Верхньої Каліфорнії і Нової Мексики вже були добре відомі американським мисливцям, дослідникам і торговцям, які часто користувалися "стежкою Санта-Фе", що зв'язує Міссурі і Санта-Фе і "Каліфорнійської стежкою"; американські судна обмінювали товари на шкури і сало вздовж узбережжя Каліфорнії. Всі ці землі були перед війною суверенною територією незалежної  Мексиканської республіки протягом 25 років, а до того - частиною іспанської колонії Нова Іспанія.
У роки, що послідували за покупкою Луїзіани Сполученими Штатами, американські поселенці почали рухатися на Захід на іспанську територію, заохочувані почасти наданням іспанських земель і частково американським урядом. Коли Мексика отримала контроль над цими територіями, переселення на захід тривав. У мексиканського уряду складалися складні відносини з першими поселенцями, частково через те, що переселенці були в основному протестантами в офіційно католицької Мексиці. Коли Мексика скасувала рабовласництво, деякі іммігранти з США відмовилися дотримуватися цей закон. Поселенці висловлювали невдоволення утрудняють політичним і економічним управлінням територією центральним урядом, що призвело до Техаської революції.
Нове мексиканський уряд, ослаблене і фактично збанкрутілий після Мексиканської війни за незалежність, зазнавало труднощі в управлінні своїми північними територіями в сотнях миль від Мехіко - столиці держави.

Територіальний устрій Мексики в період між Першою і Другою централістського Республіками. Червоним пофарбовані території, де діяли сепаратистські рухи. Червона межа - межа територіальних претензій Республіки Техас.

## Оголошення Війни
Коли до президента Полку дійшли звістки про справу Торнтона, він додав їх до неприйняття Слайдела як "Casus belli". Повідомлення Конгресу від 11 травня 1846 року було записано, що Мексика "вторглася на нашу територію і пролила американську кров на американській землі". Об'єднане засідання конгресу переважною більшістю схвалив оголошення війни. Демократи одностайно підтримували війну. 67 представників партії вігів голосували проти війни під час обговорення поправок, але в останньому читанні лише 14 вігів проголосували проти. США оголосили війну Мексиці 13 травня 1846 року, а Мексика оголосила війну 23 травня.
Партія вігів як на півночі, так і на півдні, в основному, була проти війни, тоді як Демократична партія головним чином підтримувала війну. Віг Авраам Лінкольн оскаржував підстави для оголошення війни і вимагав вказати точне місце, на якому Торнтон був атакований і де саме пролилася американська кров.
"Ця війна не піддається поясненню, - заявив лідер вігів Роберт Тумбс з Джорджії. - Ми звинувачуємо президента в розпалюванні війни, захоплення країни яка існувала протягом століть і потім перейшла у володіння мексиканців. Дайте нам можливість зупинити це прагнення панування. Небеса знають, у нас було досить земель ". Сучасники іноді називали війну війною містера Полка.
Після оголошення війни американські війська вторглися на мексиканську територію за двома основними напрямками. Військове відомство США відправило кавалерію під командуванням Стівена У. Кірні, щоб захопити Західну Мексику від форту Лівенворт, посиленого тихоокеанської флотилією під командуванням Джона Д. Слоата. Цей крок був обумовлений неспокоєм, що Британія могла також спробувати окупувати ці землі. Ще двом з'єднанням під командуванням Джона Е. Вула і Тейлора було наказано захопити мексиканські землі якомога південніше від міста Монтеррей.

## Кампанія Скотта
Тим часом, замість посилення армії Тейлора для продовження наступу, президент Полк вирушила друга армію під командуванням Вінфілд Скотта, якого доставили морем в порт Веракруз, щоб він почав вторгнення в головні райони Мексики. Полк не довіряв Тейлору, який, як він вважав, виявив некомпетентність у битві при Монтерреї, погодившись на перемир'я, і крім того міг розглядати його як політичного суперника в Білому домі.

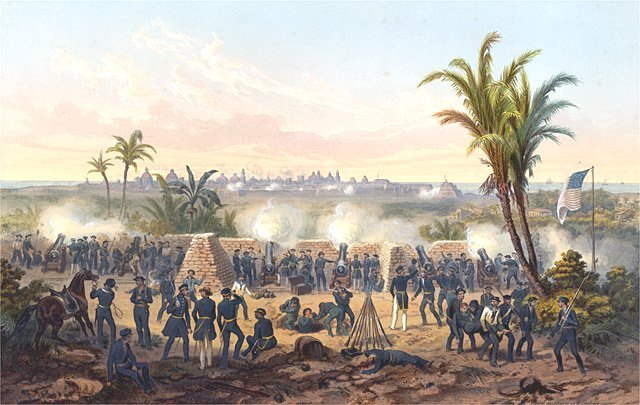
Облога Веракрус

Скотт зробив перше в історії США велике десантування при підготовці до облоги Веракрус. Загін з 12 тис. добровольців і солдатів успішно розвантажили припаси, зброю і коней недалеко від міських стін. У загоні також знаходилися Роберт Лі і Джордж Мід. Місто захищав мексиканський генерал Хуан Моралес з 3400 чоловік. Мортири і військово-морські гармати (командор Меттью Перрі) використовувалися для руйнування міських стін і психологічного впливу на захисників. Місто відповідав як міг своєї власної артилерією. У результаті тривалий вогневої вал зломив волю мексиканської сторони до опору чисельно перевершує противнику, і місто було подано після 12-денної облоги. Американці втратили 80 чоловік, тоді як мексиканці - близько 180 чоловік убитими і пораненими, половину з яких становило цивільне населення. Під час облоги американці почали вмирати від жовтої лихоманки.
Потім Скотт рушив на захід у бік Мехіко з 8500 здорових бійців, у той час як Санта-Анна встановлював оборонні позиції в каньйоні навколо головної дороги на півдорозі до Мехіко в районі села Серро-Гордо. Санта-Анна розташувався в окопах з 12 тис. солдатів і артилерією, націленої на дорогу, вздовж якої, як очікувалося, повинен пройти Скотт. Проте Скотт послав вперед 2600 драгунів, і мексиканська артилерія передчасно відкрила вогонь і розкрила свої позиції. Замість того, щоб рушити по головній дорозі, військо Скотта пішло через дику місцевість на північ, розставляючи свою артилерію на височинах і потихеньку обходячи мексиканців з флангу. Хоча на той час Санта-Анна був обізнаний про позиції американців, його військо було неготовою до послідувала атаці. Мексиканська армія була розбита. Американці втратили 400 чоловік, а мексиканці більше 1000, і 3000 потрапило в полон.
У травні Скотт досяг Пуебла, в той час другого за величиною міста Мексики. Унаслідок ворожості жителів до Санта-Ганні, місто здався без опору 15 травня. Мехіко виявився відкритий після битви за Чапультепек і пізніше був захоплений.

## Зноски
Комментарии
1. ↑  З моменту виступу з Пуебли, згідно з рапортом Скотта[2].

Ссылки на источники
1. ↑  The Encyclopedia, 2013, с. 420.
2. ↑  рапорт Скотта від 18 вересня. Архів оригіналу за 7 березня 2005. Процитовано 7 березня 2005.
3. 1 2  The Encyclopedia, 2013, с. 421.